# Пещерная горошинка
Пещерная горошинка (лат. Euglesa cavatica) — вид пресноводных двустворчатых моллюсков из семейства Sphaeriidae отряда Sphaeriida. Включен в Красную книгу Краснодарского края. Статус «Редкий» — 3.
Раковина округло-овальная, тонкостенная. Макушки широкие, гладкие, слабо выступающие. Размеры: высота раковины — 2,2 мм; длина раковины — 2,6 мм; выпуклость (обе створки) — 1,6 мм.
Эндемик Западного Кавказа. Вид обнаружен только в верховьях реки Хосты в глубине пещеры, а также в пещере Цебельда (Абхазия).
В настоящий момент численность не поддается точной оценке. Необходимо включение в перечень охраняемых объектов Сочинского национального парка и мониторинг состояния популяции.